# Kondopožskij rajon
Il Kondopožskij rajon (in russo Кондопожский район?) è un rajon della Repubblica di Carelia, nella Russia europea. Istituito nel 1927, il suo capoluogo è Kondopoga.